# KAtomic
KAtomic 是一个简单的教育游戏，属于KDE游戏，跟随KDE桌面环境发布。是一个Atomix (电脑游戏)克隆。二维简单画面， 按分子结构排列化学元素。

## 规则
- 一次只能向一个方向移动
- 同一时间只有一个原子移动直到碰到阻拦的东西
- 玩家只能选择完成过的游戏关卡